# The Pagan Prosperity
Albums de Old Man's Child
Born of The Flickering
(1995) Ill-Natured Spiritual Invasion
(1998)
The Pagan Prosperity est le deuxième album studio du groupe de black metal symphonique norvégien Old Man's Child. L'album est sorti le 7 octobre 1997 sous le label Century Media Records.
J. Lohngrin Cremonese est le second vocaliste sur les titres The Millenium King, Doommaker et Return of the Night Creatures.
C'est le premier album du groupe enregistré avec Tony Kirkemo à la batterie.

## Musiciens
- Galder – chant, guitare, claviers
- Jardar – guitare
- Gonde – basse
- Tony Kirkemo – batterie

### Musiciens de session
- J. Lohngrin Cremonese - chant sur les titres The Millenium King, Doommaker et Return of the Night Creatures

## Liste des morceaux
1. The Millennium King – 5:28
2. Behind the Mask – 3:58
3. Soul Possessed – 4:04
4. My Demonic Figures – 4:00
5. Doommaker – 3:40
6. My Kingdom Will Come – 4:36
7. Return of the Night Creatures – 5:36
8. What Malice Embrace – 5:13